# Boris Annenkov
Boris Vladimirovič Annenkov (in russo Борис Владимирович Анненков?; Governatorato di Kiev, 9 febbraio 1889 – Semej, 25 agosto 1927) è stato un militare russo, atamano dei cosacchi siberiani, maggior generale e comandante dell'Armata dei Sette Fiumi.
A causa dei numerosi crimini militari commessi dalle sue truppe, contro rossi, civili e persino altre truppe bianche che non erano sotto il suo comando, è considerata la personalità più controversa del Movimento bianco, disprezzato anche da altri bianchi generali.

## Biografia
Nipote del decabrista Ivan Alexandrovich Annenkov, Boris Vladimirovič nacque nella famiglia di Vladimir Ivanovitch Annenkov,  colonnello in pensione, facente parte della nobiltà della Volinia.
Formatosi presso la Scuola cadetta di Odessa e la Scuola militare "Alessandro II" a Mosca, Boris Annenkov iniziò il suo servizio con il 1º reggimento cosacco siberiano prima di passare al 4º reggimento a Kokshetau. Nel 1914 scoppiò un ammutinamento nel reggimento e Annenkov fu nominato comandante temporaneo dagli ammutinati. Condannato a 1 anno e 4 mesi di reclusione, non scontò la pena, ma fu mandato al fronte contro i tedeschi.
Per la sua abilità in combattimento, ricevette tra il 1915 e il 1917 una Spada d'oro al coraggio, conosciuta come la Spada di San Giorgio, così come l'Ordine della Legion d'onore dal Generale Paul Pau.
Dopo le rivoluzioni del 1917 fu rimandato, nel dicembre 1917, con i suoi uomini, a Omsk allo scopo di sciogliere l'unità controrivoluzionaria. Rifiutandosi di lasciarsi disarmare, iniziò la lotta contro i bolscevichi.
Nel marzo 1918 fu eletto, da un'assemblea cosacca, atamano dei cosacchi siberiani, la cui legalità fu messa in discussione. Combatté le truppe rosse negli Urali meridionali e nell'Asia centrale e divenne, nel'agosto 1919, comandante dell'esercito indipendente dei Sette Fiumi. Durante l'inverno 1919-1920 si unì formalmente alle forze del generale Dutov; tuttavia, quasi immediatamente, ci fu un conflitto tra lui e Dutov a causa delle atrocità commesse dalle truppe di Annenkov, ma Dutov si rifiutò di sostenerlo.
Nella primavera del 1920, Annenkov fu costretto raggiungere il confine cinese. Il 28 aprile 1920 lo ha attraversato con il resto dei suoi uomini stabilendosi ad Ürümqi. Nel marzo 1921 le autorità cinesi lo arrestarono, rilasciandolo solo tre anni dopo grazie agli sforzi del generale Denissov e al sostegno dei rappresentanti britannici e giapponesi.
Il 7 aprile 1927 fu catturato da Feng Yuxiang e consegnato ai cekisti attivi nella regione. Deportato in Unione Sovietica, fu fucilato il 25 aprile 1927 a Semipalatinsk insieme a Denissov.
Negli anni '90, l'ufficio del procuratore generale russo ha esaminato il suo caso ma la riabilitazione non gli fu concessa.

## Cultura e media

### Cinema e televisione
- 1933 : Annenkovchtchina (Анненковщина), un film di Nikolaï Beresnev; il ruolo di Annenkov è stato interpretato da Boris Livanov